# Individuel masculin de biathlon aux Jeux olympiques de 2022
Navigation
Pyeongchang 2018 Milan-Cortina 2026
L'épreuve masculine du 20 km individuel de biathlon aux Jeux olympiques de 2022 a lieu le 8 février 2022 au Centre de ski nordique et de biathlon de Guyangshu. Quentin Fillon Maillet réalise une performance rare en remportant la course avec deux erreurs au tir, sanctionnées dans l'individuel par deux minutes de pénalité. Il s'impose grâce à son meilleur temps sur les skis, en se montrant plus rapide de 31 secondes par rapport à  Johannes Thingnes Bø (deux fautes au tir lui aussi) qui finit en bronze et plus de 2 minutes sur Anton Smolski qui réussit le sans-faute et prend la médaille d'argent.

## Médaillés
| Or                           | Argent              | Bronze                     |
| Quentin Fillon Maillet (FRA) | Anton Smolski (BLR) | Johannes Thingnes Bø (NOR) |

## Résultats
L'épreuve commence à 16 heures 30.
Légende : C - Couché ; D - Debout
| Rang                                | Dossard | Nom                        | Nationalité      | Temps réel    | Pénalités (C+D+C+D) | Résultat      | Retard          |
| ----------------------------------- | ------- | -------------------------- | ---------------- | ------------- | ------------------- | ------------- | --------------- |
| Médaille d'or, Jeux olympiques      | 11      | Quentin Fillon Maillet     | France           | 46 min 47 s 4 | 2 min (0+1+1+0)     | 48 min 47 s 4 |                 |
| Médaille d'argent, Jeux olympiques  | 28      | Anton Smolski              | Biélorussie      | 49 min 2 s 2  | 0 min (0+0+0+0)     | 49 min 2 s 2  | + 14 s 8        |
| Médaille de bronze, Jeux olympiques | 2       | Johannes Thingnes Bø       | Norvège          | 47 min 18 s 5 | 2 min (1+0+0+1)     | 49 min 18 s 5 | + 31 s 1        |
| 4                                   | 1       | Maksim Tsvetkov            | ROC              | 48 min 22 s 3 | 1 min (0+0+0+1)     | 49 min 22 s 3 | + 34 s 9        |
| 5                                   | 9       | Scott Gow                  | Canada           | 48 min 53 s 0 | 1 min (0+1+0+0)     | 49 min 53 s 0 | + 1 min 5 s 6   |
| 6                                   | 44      | Benedikt Doll              | Allemagne        | 47 min 54 s 5 | 2 min (1+0+0+1)     | 49 min 54 s 5 | + 1 min 7 s 1   |
| 7                                   | 54      | Roman Rees                 | Allemagne        | 49 min 9 s 0  | 1 min (0+0+1+0)     | 50 min 9 s 0  | + 1 min 21 s 6  |
| 8                                   | 5       | Tarjei Bø                  | Norvège          | 49 min 17 s 0 | 1 min (0+0+0+1)     | 50 min 17 s 0 | + 1 min 29 s 6  |
| 9                                   | 48      | Fabien Claude              | France           | 48 min 25 s 5 | 2 min (1+1+0+0)     | 50 min 25 s 5 | + 1 min 38 s 1  |
| 10                                  | 31      | Alexander Loginov          | ROC              | 47 min 27 s 6 | 3 min (0+1+0+2)     | 50 min 27 s 6 | + 1 min 40 s 2  |
| 11                                  | 47      | Eduard Latypov             | ROC              | 48 min 13 s 1 | 3 min (0+1+1+1)     | 51 min 13 s 1 | + 2 min 25 s 7  |
| 12                                  | 16      | Martin Ponsiluoma          | Suède            | 48 min 16 s 8 | 3 min (2+0+0+1)     | 51 min 16 s 8 | + 2 min 29 s 4  |
| 13                                  | 23      | Vetle Sjåstad Christiansen | Norvège          | 48 min 21 s 3 | 3 min (1+2+0+0)     | 51 min 21 s 3 | + 2 min 33 s 9  |
| 14                                  | 39      | Dominik Windisch           | Italie           | 49 min 25 s 6 | 2 min (0+0+1+1)     | 51 min 25 s 6 | + 2 min 38 s 2  |
| 15                                  | 53      | Sturla Holm Lægreid        | Norvège          | 48 min 28 s 1 | 3 min (1+1+1+0)     | 51 min 28 s 1 | + 2 min 40 s 7  |
| 16                                  | 36      | Felix Leitner              | Autriche         | 50 min 41 s 7 | 1 min (1+0+0+0)     | 51 min 41 s 7 | + 2 min 54 s 3  |
| 17                                  | 15      | Simon Desthieux            | France           | 48 min 46 s 8 | 3 min (1+2+0+0)     | 51 min 46 s 8 | + 2 min 59 s 4  |
| 18                                  | 21      | Dmytro Pidruchnyi          | Ukraine          | 48 min 49 s 3 | 3 min (0+1+1+1)     | 51 min 49 s 3 | + 3 min 1 s 9   |
| 19                                  | 57      | Benjamin Weger             | Suisse           | 50 min 6 s 9  | 2 min (0+0+1+1)     | 52 min 6 s 9  | + 3 min 19 s 5  |
| 20                                  | 13      | Simon Eder                 | Autriche         | 50 min 9 s 4  | 2 min (0+0+1+1)     | 52 min 9 s 4  | + 3 min 22 s 0  |
| 21                                  | 20      | Vytautas Strolia           | Lituanie         | 51 min 10 s 4 | 1 min (0+0+0+1)     | 52 min 10 s 4 | + 3 min 23 s 0  |
| 22                                  | 32      | Joscha Burkhalter          | Suisse           | 50 min 12 s 4 | 2 min (0+2+0+0)     | 52 min 12 s 4 | + 3 min 25 s 0  |
| 23                                  | 92      | Tero Seppälä               | Finlande         | 50 min 14 s 3 | 2 min (0+2+0+0)     | 52 min 14 s 3 | + 3 min 26 s 9  |
| 24                                  | 37      | Christian Gow              | Canada           | 50 min 21 s 9 | 2 min (0+0+2+0)     | 52 min 21 s 9 | + 3 min 34 s 5  |
| 25                                  | 40      | Vladislav Kireyev          | Kazakhstan       | 52 min 29 s 2 | 0 min (0+0+0+0)     | 52 min 29 s 2 | + 3 min 41 s 8  |
| 26                                  | 3       | Pavel Magazeev             | Moldavie         | 50 min 41 s 7 | 2 min (1+1+0+0)     | 52 min 41 s 7 | + 3 min 54 s 3  |
| 27                                  | 35      | Lukas Hofer                | Italie           | 50 min 43 s 6 | 2 min (0+2+0+0)     | 52 min 43 s 6 | + 3 min 56 s 2  |
| 28                                  | 75      | Jake Brown                 | États-Unis       | 50 min 45 s 4 | 2 min (0+0+2+0)     | 52 min 45 s 4 | + 3 min 58 s 0  |
| 29                                  | 29      | Jakov Fak                  | Slovénie         | 49 min 48 s 0 | 3 min (1+1+0+1)     | 52 min 48 s 0 | + 4 min 0 s 6   |
| 30                                  | 33      | Sebastian Samuelsson       | Suède            | 49 min 51 s 7 | 3 min (1+1+1+0)     | 52 min 51 s 7 | + 4 min 4 s 3   |
| 31                                  | 66      | Mikuláš Karlik             | Tchéquie         | 49 min 56 s 3 | 3 min (0+0+0+3)     | 52 min 56 s 3 | + 4 min 8 s 9   |
| 32                                  | 22      | Campbell Wright            | Nouvelle-Zélande | 50 min 59 s 8 | 2 min (0+1+1+0)     | 52 min 59 s 8 | + 4 min 12 s 4  |
| 33                                  | 90      | Adam Runnalls              | Canada           | 50 min 24 s 7 | 3 min (1+0+0+2)     | 53 min 24 s 7 | + 4 min 37 s 3  |
| 34                                  | 56      | Said Khalili               | ROC              | 49 min 26 s 5 | 4 min (2+1+0+1)     | 53 min 26 s 5 | + 4 min 39 s 1  |
| 35                                  | 30      | Paul Schommer              | États-Unis       | 50 min 27 s 6 | 3 min (0+1+0+2)     | 53 min 27 s 6 | + 4 min 40 s 2  |
| 36                                  | 78      | Jules Burnotte             | Canada           | 50 min 32 s 3 | 3 min (1+1+1+0)     | 53 min 32 s 3 | + 4 min 44 s 9  |
| 37                                  | 46      | Artem Pryma                | Ukraine          | 49 min 36 s 2 | 4 min (1+2+0+1)     | 53 min 36 s 2 | + 4 min 48 s 8  |
| 38                                  | 45      | Miha Dovžan                | Slovénie         | 51 min 39 s 4 | 2 min (0+0+0+2)     | 53 min 39 s 4 | + 4 min 52 s 0  |
| 39                                  | 49      | Yan Xingyuan               | Chine            | 50 min 40 s 6 | 3 min (1+1+1+0)     | 53 min 40 s 6 | + 4 min 53 s 2  |
| 40                                  | 71      | Peppe Femling              | Suède            | 51 min 43 s 6 | 2 min (1+0+0+1)     | 53 min 43 s 6 | + 4 min 56 s 2  |
| 41                                  | 42      | Dimitar Gerdzhikov         | Bulgarie         | 51 min 54 s 2 | 2 min (1+0+1+0)     | 53 min 54 s 2 | + 5 min 6 s 8   |
| 42                                  | 55      | Sean Doherty               | États-Unis       | 49 min 55 s 8 | 4 min (1+1+1+1)     | 53 min 55 s 8 | + 5 min 8 s 4   |
| 43                                  | 6       | Michal Šíma                | Slovaquie        | 52 min 9 s 0  | 2 min (0+1+0+1)     | 54 min 9 s 0  | + 5 min 21 s 6  |
| 44                                  | 34      | Tsukasa Kobonoki           | Japon            | 51 min 16 s 6 | 3 min (1+0+1+1)     | 54 min 16 s 6 | + 5 min 29 s 2  |
| 45                                  | 65      | David Komatz               | Autriche         | 51 min 24 s 1 | 3 min (1+0+1+1)     | 54 min 24 s 1 | + 5 min 36 s 7  |
| 46                                  | 76      | Lovro Planko               | Slovénie         | 50 min 27 s 9 | 4 min (2+1+0+1)     | 54 min 27 s 9 | + 5 min 40 s 5  |
| 47                                  | 73      | Mikita Labastau            | Biélorussie      | 50 min 29 s 7 | 4 min (1+2+0+1)     | 54 min 29 s 7 | + 5 min 42 s 3  |
| 48                                  | 79      | Didier Bionaz              | Italie           | 51 min 44 s 7 | 3 min (1+1+1+0)     | 54 min 44 s 7 | + 5 min 57 s 3  |
| 49                                  | 24      | Grzegorz Guzik             | Pologne          | 51 min 47 s 9 | 3 min (0+1+1+1)     | 54 min 47 s 9 | + 6 min 0 s 5   |
| 50                                  | 63      | Anton Dudchenko            | Ukraine          | 50 min 54 s 9 | 4 min (1+0+1+2)     | 54 min 54 s 9 | + 6 min 7 s 5   |
| 51                                  | 8       | Johannes Kühn              | Allemagne        | 48 min 58 s 0 | 6 min (3+2+1+0)     | 54 min 58 s 0 | + 6 min 10 s 6  |
| 52                                  | 12      | Alexandr Mukhin            | Kazakhstan       | 51 min 0 s 4  | 4 min (1+1+0+2)     | 55 min 0 s 4  | + 6 min 13 s 0  |
| 53                                  | 80      | Sebastian Stalder          | Suisse           | 52 min 12 s 6 | 3 min (0+1+1+1)     | 55 min 12 s 6 | + 6 min 25 s 2  |
| 54                                  | 81      | Rok Tršan                  | Slovénie         | 54 min 14 s 7 | 1 min (1+0+0+0)     | 55 min 14 s 7 | + 6 min 27 s 3  |
| 55                                  | 91      | Bogdan Tsymbal             | Ukraine          | 51 min 19 s 0 | 4 min (3+0+1+0)     | 55 min 19 s 0 | + 6 min 31 s 6  |
| 56                                  | 77      | Niklas Hartweg             | Suisse           | 51 min 19 s 7 | 4 min (0+2+0+2)     | 55 min 19 s 7 | + 6 min 32 s 3  |
| 57                                  | 88      | Harald Lemmerer            | Autriche         | 51 min 22 s 7 | 4 min (0+1+2+1)     | 55 min 22 s 7 | + 6 min 35 s 3  |
| 58                                  | 14      | Dzmitry Lazouski           | Biélorussie      | 51 min 26 s 4 | 4 min (3+0+1+0)     | 55 min 26 s 4 | + 6 min 39 s 0  |
| 59                                  | 41      | Michal Krčmář              | Tchéquie         | 50 min 27 s 9 | 5 min (0+1+3+1)     | 55 min 27 s 9 | + 6 min 40 s 5  |
| 60                                  | 74      | Kristo Siimer              | Estonie          | 52 min 32 s 7 | 3 min (0+0+1+2)     | 55 min 32 s 7 | + 6 min 45 s 3  |
| 61                                  | 7       | Vladimir Iliev             | Bulgarie         | 50 min 37 s 5 | 5 min (2+1+1+1)     | 55 min 37 s 5 | + 6 min 50 s 1  |
| 62                                  | 83      | Milan Žemlička             | Tchéquie         | 53 min 44 s 3 | 2 min (0+1+0+1)     | 55 min 44 s 3 | + 6 min 56 s 9  |
| 63                                  | 67      | Thomas Bormolini           | Italie           | 50 min 48 s 6 | 5 min (0+1+2+2)     | 55 min 48 s 6 | + 7 min 1 s 2   |
| 64                                  | 60      | Jesper Nelin               | Suède            | 50 min 49 s 7 | 5 min (0+2+0+3)     | 55 min 49 s 7 | + 7 min 2 s 3   |
| 65                                  | 17      | Jakub Štvrtecký            | Tchéquie         | 50 min 52 s 7 | 5 min (0+3+0+2)     | 55 min 52 s 7 | + 7 min 5 s 3   |
| 66                                  | 4       | Heikki Laitinen            | Finlande         | 50 min 52 s 8 | 5 min (0+2+1+2)     | 55 min 52 s 8 | + 7 min 5 s 4   |
| 67                                  | 27      | Erik Lesser                | Allemagne        | 50 min 59 s 5 | 5 min (0+3+0+2)     | 55 min 59 s 5 | + 7 min 12 s 1  |
| 68                                  | 38      | Rene Zahkna                | Estonie          | 53 min 6 s 0  | 3 min (0+0+1+2)     | 56 min 6 s 0  | + 7 min 18 s 6  |
| 69                                  | 10      | Cheng Fangming             | Chine            | 50 min 7 s 8  | 6 min (2+1+0+3)     | 56 min 7 s 8  | + 7 min 20 s 4  |
| 70                                  | 69      | Tomas Kaukėnas             | Lituanie         | 51 min 30 s 0 | 5 min (1+0+2+2)     | 56 min 30 s 0 | + 7 min 42 s 6  |
| 71                                  | 43      | Karol Dombrovski           | Lituanie         | 52 min 30 s 1 | 4 min (0+1+0+3)     | 56 min 30 s 1 | + 7 min 42 s 7  |
| 72                                  | 26      | Émilien Jacquelin          | France           | 49 min 31 s 4 | 7 min (0+3+2+2)     | 56 min 31 s 4 | + 7 min 44 s 0  |
| 73                                  | 86      | Raido Ränkel               | Estonie          | 51 min 32 s 4 | 5 min (0+2+1+2)     | 56 min 32 s 4 | + 7 min 45 s 0  |
| 74                                  | 50      | Olli Hiidensalo            | Finlande         | 51 min 45 s 6 | 5 min (0+2+0+3)     | 56 min 45 s 6 | + 7 min 58 s 2  |
| 75                                  | 19      | Florent Claude             | Belgique         | 52 min 11 s 2 | 5 min (0+2+3+0)     | 57 min 11 s 2 | + 8 min 23 s 8  |
| 76                                  | 18      | Timofey Lapshin            | Corée du Sud     | 52 min 13 s 0 | 5 min (1+1+2+1)     | 57 min 13 s 0 | + 8 min 25 s 6  |
| 77                                  | 61      | Thierry Langer             | Belgique         | 52 min 18 s 3 | 5 min (1+1+2+1)     | 57 min 18 s 3 | + 8 min 30 s 9  |
| 78                                  | 25      | Kalev Ermits               | Estonie          | 51 min 21 s 3 | 6 min (2+2+0+2)     | 57 min 21 s 3 | + 8 min 33 s 9  |
| 79                                  | 84      | Linas Banys                | Lituanie         | 54 min 46 s 2 | 3 min (1+1+0+1)     | 57 min 46 s 2 | + 8 min 58 s 8  |
| 80                                  | 70      | Tomáš Sklenárik            | Slovaquie        | 53 min 8 s 1  | 5 min (2+2+1+0)     | 58 min 8 s 1  | + 9 min 20 s 7  |
| 81                                  | 62      | Tuomas Harjula             | Finlande         | 54 min 14 s 9 | 4 min (1+2+1+0)     | 58 min 14 s 9 | + 9 min 27 s 5  |
| 82                                  | 52      | Kosuke Ozaki               | Japon            | 52 min 37 s 9 | 6 min (1+0+4+1)     | 58 min 37 s 9 | + 9 min 50 s 5  |
| 83                                  | 85      | Zhu Zhenyu                 | Chine            | 54 min 42 s 6 | 4 min (1+2+1+0)     | 58 min 42 s 6 | + 9 min 55 s 2  |
| 84                                  | 87      | Matej Baloga               | Slovaquie        | 54 min 47 s 1 | 4 min (0+1+1+2)     | 58 min 47 s 1 | + 9 min 59 s 7  |
| 85                                  | 72      | Anton Sinapov              | Bulgarie         | 52 min 47 s 6 | 6 min (2+1+1+2)     | 58 min 47 s 6 | + 10 min 0 s 2  |
| 86                                  | 51      | Maksim Varabei             | Biélorussie      | 50 min 59 s 5 | 8 min (1+3+2+2)     | 58 min 59 s 5 | + 10 min 12 s 1 |
| 87                                  | 89      | Leif Nordgren              | États-Unis       | 52 min 29 s 8 | 7 min (2+2+1+2)     | 59 min 29 s 8 | + 10 min 42 s 4 |
| 88                                  | 58      | Šimon Bartko               | Slovaquie        | 52 min 47 s 8 | 7 min (2+3+1+1)     | 59 min 47 s 8 | + 11 min 0 s 4  |
| 89                                  | 59      | George Colţea              | Roumanie         | 53 min 55 s 5 | 8 min (1+4+0+3)     | 61 min 55 s 5 | + 13 min 8 s 1  |
| 90                                  | 68      | Tom Lahaye-Goffart         | Belgique         | 55 min 26 s 2 | 7 min (2+1+3+1)     | 62 min 26 s 2 | + 13 min 38 s 8 |
| 91                                  | 82      | César Beauvais             | Belgique         | 55 min 50 s 5 | 7 min (1+1+1+4)     | 62 min 50 s 5 | + 14 min 3 s 1  |
| 92                                  | 64      | Zhang Chunyu               | Chine            | 55 min 12 s 2 | 12 min (2+4+5+1)    | 67 min 12 s 2 | + 18 min 24 s 8 |